# 번영로 (안산 시흥)
번영로(繁榮路)는 경기도 안산시 단원구 첨단로와의 교차로부터 시흥시 수자원공사앞교차로까지 잇는 도로이다.